# Ligia Lezama
Ligia Lezama (Upata, estado Bolívar; 7 de diciembre de 1935-Caracas, 2 de agosto de 2018) fue una escritora de telenovelas. Sus historias fueron llevadas a la televisión venezolana en el canal RCTV y Venevisión, además de versiones que fueron realizadas en México.

## Reseña biográfica

### Nacimiento e infancia
Ligia Lezama nació en Upata. Es pariente por la línea paterna del presidente venezolano Raúl Leoni, prima de la poeta Mimina Rodríguez Lezama y hermana de Olga Lezama, quien fue funcionaria de la Gobernación del estado durante muchos años. 
Se casó con el actor Charles Barry, con quien tuvo tres hijos: Mayra Alejandra (1958-2014), quien fue actriz venezolana y protagonista de algunas de sus telenovelas; Carlos Alberto (n. en 1959); y Suyin Rosa (n. en 1962).
Desarrolló su carrera en RCTV y Venevisión, donde destacó tanto por su adaptación de clásicos de la literatura mundial y como por sus historias que llegaron a convertirse en éxitos de rating dentro y fuera de Venezuela.
Dicho éxito hizo que el productor Raúl Lecouna, la convocara y escribiera para él Mujer Comprada, Valeria, Pasiones, Amándote, Rebelde, y Amándote 2.

### Carrera
Sus primeros pasos los dio con versiones de obras como Ifigenia, de la escritora venezolana Teresa de la Parra, y Las Brujas de Salem, de Arthur Miller, en su versión llevó el título de Los Poseídos.
De su propia autoría destacaron las telenovelas: Adoro, Rosa Campos, provinciana, Valeria, Amándote, Amándote II, Morena clara, Sabor a ti, Luisana Mía, Pasiones y Mundo de fieras, entre muchas otras. 
Tras haber alcanzado el éxito en Venezuela, algunas de sus novelas han sido adaptadas en otros países. Pasiones, que fue versionada en 3 ocasiones por TV Azteca, bajo los títulos Con toda el alma, Por ti y Tanto amor. Mientras que Televisa, realizó una nueva versión de Mundo de fieras.

## Obra
Entre las telenovelas de Ligia Lezama figuran:

### Historias originales
- Adoro (1968), protagonizada por Amelia Roman y Jorge Felix
- Rosa Campos, provinciana (1980), protagonizada por Mayra Alejandra y Renato Gutiérrez.
- Luisana mía (1981), protagonizada por Mayra Alejandra y Jean Carlo Simancas.
- Kapricho S.A. (1982), protagonizada por Tatiana Capote y Félix Loreto.
- La salvaje (1984), protagonizada por Caridad Canelón y Félix Loreto.
- Rebeca (1985), protagonizada por Tatiana Capote y Victor Camara.
- Mujer comprada  Argentina (1986), protagonizada por Mayra Alejandra y Arturo Puig.
- Camila  Colombia (1986), protagonizada por Mayra Alejandra y Germán Rojas.
- Valeria  Argentina (1987), protagonizada por Mayra Alejandra y Juan Vitali.
- Amándote  Argentina (1988), protagonizada por Arnaldo André, Jeannette Rodríguez y Lupita Ferrer.
- Pasiones  Argentina (1988), protagonizada por Grecia Colmenares y Raúl Taibo.
- La sombra de Piera (1989), protagonizada por Elluz Peraza y Eduardo Serrano.
- Rebelde  Argentina (1990), protagonizada por Grecia Colmenares y Ricardo Darín.
- Amándote II  Argentina (1990), protagonizada por Arnaldo André, Carolina López y Lupita Ferrer.
- Mundo de fieras (1991), protagonizada por Catherine Fulop y Jean Carlo Simancas.
- Macarena (1992), protagonizada por Kiara y Luis José Santander.
- Morena Clara (1993), protagonizada por Astrid Carolina Herrera , Luis José Santander y Gabriela Spanic
- Sabor a ti (2004), protagonizada por Ana Karina Manco, Miguel de León y Astrid Carolina Herrera.

### Colaboraciones autorales
- Natalia de 8 a 9 (1980), protagonizada por Marina Baura y Gustavo Rodríguez (original de José Ignacio Cabrujas).

### Adaptaciones
- Marielena (1981), protagonizada por María Conchita Alonso y Jean Carlo Simancas (original de Inés Rodena).
- La goajirita (1982), protagonizada por Caridad Canelón y Orlando Urdaneta (original de Inés Rodena).
- Marta y Javier (1983), protagonizada por Mayra Alejandra y Carlos Olivier (original de Delia Fiallo).

### Nuevas versiones de sus historias
- Con toda el alma (1995-1996) (nueva versión de Pasiones), protagonizada por Andrés García y Gabriela Roel.
- Por ti (2002) (nueva versión de Pasiones), protagonizada por Leonardo García y Ana de la Reguera.
- Mundo de fieras (2006-2007) (nueva versión de Mundo de fieras, fusionada con Pasión y poder de Marissa Garrido y Rolando Rivas, taxista de Alberto Migré), protagonizada por César Évora y Gaby Espino.
- Mujer comprada (2009-2010) (nueva versión de Mujer comprada), protagonizada por Andrea Martí y José Ángel Llamas.
- Kaderimin Yazıldığı Gün (2014-2015) (nueva versión de Mujer comprada), protagonizada por Özcan Deniz y Hatice Şendil.
- Tanto amor (2015-2016) (nueva versión de Pasiones), protagonizada por Leonardo García y Melissa Barrera.
- Radi lyubvi ya vsyo smogu (Ради любви я всё смогу) (2015-2016) (nueva versión de Mujer comprada), protagonizada por Kristina Kazinskaya y Kirill Dytsevich.